# Trigonoptera nothofagi
Trigonoptera nothofagi là một loài bọ cánh cứng trong họ Cerambycidae.